# Cacoplistes brunnerianus
Cacoplistes brunnerianus är en insektsart som beskrevs av Henri Saussure 1877. Cacoplistes brunnerianus ingår i släktet Cacoplistes och familjen syrsor. Inga underarter finns listade i Catalogue of Life.